# Mercedes Vigil
Mercedes Vigil (née à Montevideo le 23 septembre 1957) est une femme de lettres et poétesse uruguayenne.

## Biographie
Elle est née à Montevideo en 1957.
En 2007, elle a assisté en tant qu'invité officiel du gouvernement de la Colombie à exposer à la quatrième Congrès de la langue de Cartagena de Indias. Elle a donné plusieurs conférences en Uruguay, en Argentine, USA, Espagne, Égypte et Colombie.

## Œuvres
| Année | Titre                               | ISBN              | Édition      | D'autres                       |
| ----- | ----------------------------------- | ----------------- | ------------ | ------------------------------ |
| 2000  | Una mujer inconveniente             | 9974-592-01-1     | Planeta      |                                |
| 2000  | Mujeres de América                  |                   | Fin de Siglo | coauteurs avec Mónica Bottero. |
| 2001  | El alquimista de la Rambla Wilson   | 997449270x        | Planeta      |                                |
| 2002  | El coronel sin espejos              | 9504913377        | Planeta      |                                |
| 2003  | Matilde, la mujer de Batlle         | 9504910955        | Planeta      |                                |
| 2005  | El Mago de Toledo                   | 950-49-1361-X     | Planeta      |                                |
| 2006  | Crónicas del 900                    | 9974643171        | Planeta      | coauteurs avec Raúl Vallarino. |
| 2006  | Cuando sopla el Hamsin              | 9974643155        | Planeta      |                                |
| 2007  | Las aventuras de Bertoldo y Eulalio | 9789504915416     | Planeta      | coauteurs avec Raúl Vallarino. |
| 2007  | La Triple Alianza                   | 9789974643260     | Planeta      | coauteurs avec Raúl Vallarino. |
| 2007  | Crónicas del 900 (II)               | 9789974643406     | Planeta      | coauteurs avec Raúl Vallarino. |
| 2007  | El mago de Toledo                   | 950491361X        | Planeta      | élargi édition; Martínez Roca. |
| 2008  | Tiempos violentos                   | 9789974643475     | Planeta      |                                |
| 2008  | La otra María                       | 9789974643680     | Planeta      |                                |
| 2009  | Hijas de la providencia             | 9789974683075     | Sudamericana |                                |
| 2010  | Clara, la loca                      | 9789974685246     | Planeta      |                                |
| 2013  | Los socios de Dios                  | 978-9974-700-35-2 | Planeta      |                                |